# タンタンの冒険
『タンタンの冒険』（タンタンのぼうけん、仏: Les Aventures de Tintin）は、ベルギーの漫画家エルジェによる漫画（バンド・デシネ）シリーズ。ベルギー人の少年タンタンと相棒である愛犬スノーウィと共に世界中を旅行し、事件に巻き込まれ、活躍する物語である。日本語版では、かつては『タンタンの冒険旅行』（タンタンのぼうけんりょこう）と呼ばれていた。
本項ではタイトルやキャラクター名など、日本語版については福音館書店版に準拠する。

## 掲載と出版
作者のエルジェ（本名：ジョルジュ・レミ）は、故郷ブリュッセルにあったローマ・カトリック系の保守紙『20世紀新聞』（Le Vingtième Siècle）で働いており、同紙の子供向け付録誌『20世紀子ども新聞』（Le Petit Vingtième）の編集とイラストレーターを兼ねていた。エルジェは、『20世紀新聞』の編集長であったノルベール・ヴァレーズの企画で、世界中に派遣されるベルギー人の少年記者を主人公とした子供向け漫画の週刊連載を描くことになり、こうして1929年1月10日に始まったのがタンタンの冒険シリーズであった。初期3作はヴァレーズがテーマと舞台を決めていたが、その後は基本的にエルジェが構想やプロットを練るようになり、第二次世界大戦による混乱期を挟みながら、最終的に1983年の死まで、生涯をかけて続けた作品となった。
基本的には雑誌で約1年ほど週刊連載した後、改変を伴ってまとめられ、カステルマン社より書籍版として出版された。初期はモノクロ作品であったが、1942年のシリーズ第10作目『ふしぎな流れ星』の書籍版よりカラー作品となり、過去作もエルジェ自身の手で順次カラー化されていった（ただし『タンタン ソビエトへ』を除く）。原作はフランス語だが、フランス語圏以外にも数多く翻訳出版され、その際には『黒い島のひみつ』のように、現地出版社の依頼で更に大幅な修正や改変を加えたリメイク版が製作されることもあった。80か国語以上に翻訳され、シリーズの全世界での発行部数は3億5,000万部以上になる。
掲載誌
1. 『20世紀子ども新聞（英語版）』（Le Petit Vingtième） / 期間：1929年-1940年
『20世紀新聞（英語版）』の子供向け付録誌で、1929年に第1作『タンタン ソビエトへ』を連載開始。1940年、本来は9作目予定であった後の『燃える水の国』の連載中にナチス・ドイツによるベルギー占領を受けて廃刊。
2. 『ル・ソワール・ジュネス（フランス語版）』（Le Soir Jeunesse） / 期間：1940年-1941年
『ル・ソワール』の子供向け付録誌。1940年の創刊号から第9作目『金のはさみのカニ』を連載。戦時統制下の紙不足により廃刊し、連載中であった『金のはさみのカニ』は『ル・ソワール』本誌へ移行。
3. 『ル・ソワール（英語版）』（Le Soir） / 期間：1941年-1944年
ベルギーの主流フランス語日刊紙。『ジュネス』廃刊に伴い『金のはさみのカニ』の残りを日刊で連載。以降も日刊で連載するが、1944年、第13作目『ななつの水晶球』の連載中に起こったベルギー解放に伴い、ナチス協力者の容疑で『ル・ソワール』が出版停止、エルジェ自身も逮捕され中止。
4. 『タンタン・マガジン（英語版）』 / 期間：1946年-1976年
元レジスタンスのレイモン・ルブラン（英語版）の支援を受け、1946年にタンタンの名を冠し、エルジェを主執筆者とした雑誌が創刊される。創刊号から未完であった『ななつの水晶球』を第1話から再連載して完結させ、以降1983年のエルジェの死までシリーズを続ける。

### 日本語版
最初の日本語版は1968年に主婦の友社から阪田寛夫訳で『ぼうけんタンタン』というシリーズ名で出版された。『ブラック島探険』（黒い島のひみつ）・『ふしぎな大隕石』（ふしぎな流れ星）・『ユニコン号の秘密』（なぞのユニコーン号）の3作が翻訳されたが、ほとんど注目されず、続かなかった。
1983年から福音館書店にて川口恵子訳で『タンタンの冒険旅行』というシリーズ名で出版された（2011年に『タンタンの冒険』に改題）。福音館書店版は『黒い島のひみつ』から始まり、本来は前後編である『ファラオの葉巻』と『青い蓮』がバラバラに出版されるなどしたが、2007年12月の『タンタンとピカロたち』『タンタンとアルファアート』まで、シリーズ全24作を刊行した。
日本の福音館書店版は2011年12月時点でハードカバー版が約107万部、ペーパーバック版が約26万部を発行している。

## タイトル
第9作目まではモノクロ原稿であり第10作目からカラーとなったが、旧作も順次カラー化されていった（ただし、初作で第1作目『タンタン ソビエトへ』のみ2017年）。第24作目はエルジェが執筆中に死亡した為、ラフとメモをまとめた物となっている。当初はアシスタントにペン入れなどをさせて完成させるプランが持ち上がったものの、全員が辞退した為、妻の一存で現行の形で刊行された。
カラー化などの再版に関して内容に大きく手が加えられることもあったため、登場人物の初登場情報などは初版を基準とする。また、日本語版タイトルは福音館書店版に基づき、刊行順序が大きく異なるため、オリジナル版の順番のほかに日本語版刊行順序を示す。
| 刊行 | 日本 | 刊行年 | 同カラー | タイトル                   | 原題 （フランス語）           | 備考                                                                                 |
| ---- | ---- | ------ | -------- | -------------------------- | ----------------------------- | ------------------------------------------------------------------------------------ |
| 1    | 21   | 1930年 | 2017年   | タンタン ソビエトへ        | Tintin au pays des Soviets    |                                                                                      |
| 2    | 22   | 1931年 | 1946年   | タンタンのコンゴ探険       | Tintin au Congo               |                                                                                      |
| 3    | 20   | 1932年 | 1946年   | タンタン アメリカへ        | Tintin en Amérique            |                                                                                      |
| 4    | 8    | 1934年 | 1955年   | ファラオの葉巻             | Les Cigares du pharaon        | デュポンとデュボン、ラスタポプロスが登場。                                           |
| 5    | 14   | 1936年 | 1946年   | 青い蓮                     | Le Lotus bleu                 | 『ファラオの葉巻』の続編。チャンが登場。                                             |
| 6    | 16   | 1937年 | 1943年   | かけた耳                   | L'Oreille cassée              | アルカサル将軍が登場。                                                               |
| 7    | 1    | 1938年 | 1943年   | 黒い島のひみつ             | L'Ile Noire                   | 再カラー版が1965年に刊行される。                                                     |
| 8    | 17   | 1940年 | 1947年   | オトカル王の杖             | Le Sceptre d'Ottokar          | カスタフィオーレ夫人が登場。                                                         |
| 9    | 18   | 1941年 | 1943年   | 金のはさみのカニ           | Le Crabe aux pinces d'or      | ハドック船長が登場。                                                                 |
| 10   | 2    | 1942年 | N/A      | ふしぎな流れ星             | L'Etoile mysterieuse          | 書籍版が最初からカラー版で出版される。                                               |
| 11   | 3    | 1943年 | N/A      | なぞのユニコーン号         | Le Secret de La Licorne       | 映画『タンタンの冒険/ユニコーン号の秘密』（2011年）のメイン原作。                    |
| 12   | 4    | 1944年 | N/A      | レッド・ラッカムの宝       | Le Trésor de Rackham le Rouge | 『なぞのユニコーン号』の続編。ビーカー教授が登場。                                   |
| 13   | 6    | 1948年 | N/A      | ななつの水晶球             | Les Sept Boules de cristal    |                                                                                      |
| 14   | 7    | 1949年 | N/A      | 太陽の神殿                 | Le Temple du Soleil           | 『ななつの水晶玉』の続編。映画『タンタンの冒険: 太陽の神殿』（1969年）のメイン原作。 |
| 15   | 10   | 1950年 | N/A      | 燃える水の国               | Tintin au pays de l'or noir   | オリジナルは第9作目予定であった未完成作品。                                          |
| 16   | 12   | 1953年 | N/A      | めざすは月                 | Objectif Lune                 |                                                                                      |
| 17   | 13   | 1954年 | N/A      | 月世界探険                 | On a marché sur la Lune       | 『めざすは月』の続編。                                                               |
| 18   | 15   | 1956年 | N/A      | ビーカー教授事件           | L'Affaire Tournesol           |                                                                                      |
| 19   | 11   | 1958年 | N/A      | 紅海のサメ                 | Coke en stock                 |                                                                                      |
| 20   | 5    | 1960年 | N/A      | タンタンチベットをゆく     | Tintin au Tibet               |                                                                                      |
| 21   | 9    | 1963年 | N/A      | カスタフィオーレ夫人の宝石 | Les Bijoux de la Castafiore   |                                                                                      |
| 22   | 19   | 1968年 | N/A      | シドニー行き714便          | Vol 714 pour Sydney           |                                                                                      |
| 23   | 23   | 1976年 | N/A      | タンタンとピカロたち       | Tintin et les Picaros         |                                                                                      |
| 24   | 24   | 1986年 | N/A      | タンタンとアルファアート   | Tintin et l'Alph-Art          | 製作中にエルジェが死去した未完作。彼の死後に刊行される。                             |

## 登場人物
※特記なき限り、各キャラクターの担当声優は1990年代に制作されたテレビアニメ版の日本語吹き替え版でのキャスト。「日活版」は日活から発売されたタンタンの長編アニメーション映画の日本語吹き替え版でのキャスト。

### 主要人物
タンタン（Tintin）
声 - 草尾毅、三ツ矢雄二（日活版）
本作の主人公。ベルギー人の少年リポーター（ルポライター）。
くるっと跳ね上がった髪の毛とニッカボッカが特徴の少年。ブリュッセルのラブラドル通り26番地にて愛犬かつ相棒でもあるスノーウィと暮らし、新聞記者ないしルポライターとして生活する。正義感と好奇心が強く、大人では見向きもしない謎の出来事を調べ始め、やがてそれが大きな陰謀事件に繋がり、これを解決するというパターンが多い。時に異国において現地の警察などから勘違いや悪人の罠で捕まったり、命を狙われることも多い。
博識かつ多才な技能を持ち、作中では自動車やバイクから小型ボート、軽飛行機まで様々な乗り物を乗りこなす。他にも無線も使うことができ、狙撃術や格闘技も心得ている。
厳密な年齢設定は作中には登場しない。エルジェはインタビューで最初は14歳、シリーズの最後の方は17歳くらいだと答えている。

スノーウィ（Snowy）
声 - スーザン・ローマン（世界共通）
タンタンの相棒（飼い犬）。ホワイト・フォックステリア犬。
雪のような真っ白でふわふわした毛並みの小型犬。タンタンに忠実で賢い一方、好奇心旺盛でタンタンが目を離した隙にトラブルを起こして彼を悩ませることも多い。主人の危機時には自身を顧みず、たとえ相手が銃器を持った大の大人であっても果敢に飛びかかる。
各言語版で名前は異なる。オリジナルのフランス語版ではミルー（Milou）で「可愛い」の意。日本語版のスノーウィは、英語版に依る。

ハドック船長（Capitaine Haddock）
声 - 内海賢二
船乗り。本名はアーチボルド・ハドック（Archibald Haddock）。フランス語読みでは「アドック」。初登場は『金のはさみのカニ』。
顎鬚を生やした船乗りらしい偉丈夫で、大の酒好き。パイプも愛用する。初登場時は貨物船「カラブジャン号」の船長で、配下のアランに利用され麻薬の密輸に加担させられていた。事件を追っていたタンタンと出会い、彼の頼れる仲間として以降、スノーウィに次ぐタンタンの相棒として数々の冒険や事件を共にする。
船員禁酒連盟会長であるにもかかわらず、コルクが開いた音だけでウィスキーだと分かるほどの大酒飲み。肝硬変の兆候が見つかり「酒を飲むな」と言われながらも酒を持ち込んだり、自分の用意した酒を飲み損ねて嘆いたり怒ったりする場面がしばし見られる。「カラブジャン号」の船長時代にアランが好き勝手に行動できたのもアルコールが原因である。実質的な最終巻となる『タンタンとピカロたち』にてビーカーが発明した「酒が不味くなる薬」を飲んで、酒を受け付けない体質になる。
非常に口が悪く、地口（掛詞）を多用した悪態をつくことが多い。特に「コンコンニャローのバーロー岬」「何とナントの難破船」がよく登場する。これはオリジナルでは「Tonnerre de Brest!」と叫ぶセリフであり、各言語版ごとに意訳され異なる。直訳すると「ええい、またか、忌々しい城砦の大砲め！また凶悪犯が逃げやがったぞ！」となる。
フランソワ・ド・アドック卿という先祖がおり、誇りにしている。『なぞのユニコーン号』『レッドラッカムの宝』では、アドック卿の隠し財宝を巡ってタンタンと行動を共にし、最終的にアドック卿の居城であったムーランサール城を手に入れ、以降自宅としている。
名前はコダラの英名（Haddock）より。

デュポンとデュボン
声 - 永井一郎、石井敏郎（日活版トマソン） / 上田敏也（日活版トンプソン）
インターポール（ICPO）の刑事コンビ。初登場は『ファラオの葉巻』。
血縁関係がないにもかかわらず、容姿、名前、顔、声、性格に至るまでそっくりな2人組の中年男性。イギリス風の黒い紳士服に山高帽、杖というお揃いの服装をしている。外見の違いは髭で、髭の両端が跳ね上がっているのがデュポンで、垂れ下がっているのがデュボンである。職務には忠実だが、基本的にはドジで間抜けな性格をしており、階段から落ちたり床で滑って怪我をするのがよくあるパターンである。簡単に機密事項を話してしまったり、捜査のための潜入でも奇抜な格好をして周囲から悪目立ちするなど、刑事らしからぬ間抜けなエピソードには事欠かないが、本人たちにその自覚はなく、むしろミスを互いに擦りつけ合って自分のせいだとは認めようとしない。最終的にはタンタンの活躍によって犯人がデュポンとデュボンに引き渡され、彼らの功績となるために優秀な刑事扱いをされている。
登場初期の『ファラオの葉巻』『黒い島のひみつ』では真犯人の罠にあっさりはまり、タンタンを麻薬密売人や強盗とみなして誤認逮捕する迷惑な人物として登場する。ただ、上記の間抜けさゆえに『ファラオの葉巻』ではタンタンをあっさり逃したり、『黒い島のひみつ』では居眠り中に逃亡されている。これらの事件解決後はタンタンを認めるようになり、捜査中の事件の内容を話すなど、信頼した友人関係となっている。
名前は各言語版により異なり、オリジナルはDupond et Dupontで、どちらも音はデュポン（[fr]）である。このため、2人を区別する際は語尾の文字を取って「デュポン・デー」（d）、「デュポン・テー」（t）とし、2人をまとめて "Les Dupondt" と称する。また、英語版では「トマソンとトンプソン」（Thomson and Thompson）であり、日活版は英語版に準拠した名前だった。
本来の初登場作は1934年の『ファラオの葉巻』であるが、1946年に『タンタンのコンゴ探険』のカラー版が出版されるにあたって一部改変され、端役として登場している。

ビーカー教授
声 - 辻村真人、槐柳二（日活版）
学者・発明家。本名はビルフリート・ビーカー。初登場は『レッド・ラッカムの宝』。
側頭部を残して禿げ上がった髭に眼鏡の中年男性。小型潜水艦から原子力ロケット、さらにカラーテレビの発明まで様々な科学技術に精通した天才科学者、発明家。その知識は幅広く多様で、バラの新種栽培にも長ける。性格は温厚だが、言動は世間離れし、その行動原理は常人には理解し難い。また、耳が遠いために話が噛み合わないことが多く、それが原因で周りを苛立たせたり、トラブルに巻き込まれることも多い。しかし、なぜか補聴器をつけることは嫌がる。基本的には自分が興味を持ったものに集中し、それが周りに迷惑をかけていても気づかないほどだが、自分の発明品が悪事に使われることははっきりと嫌悪感を示し、自ら壊すことも厭わない。また「バカ」という言葉に対して非常に敏感であり、自分や自分の研究をバカにされると普段の温厚な姿からは考えられないほどに本気で激怒し、偉丈夫のハドックすら圧倒する。
『レッド・ラッカムの宝』においてタンタンらの沈没船探索計画の話を聞きつけて、自らの発明品である潜水艦「サメマリン号」を売り込むべく作中に初登場する。半ば強引に同行するなど当初ははた迷惑な人物として描かれるも、実際に潜水艦が役立ち、さらにその売却益でムーランサール城を購入してハドックに譲るなど、恩人として感謝され、以降、シリーズのレギュラーメンバーとなる。
名前は各言語版により異なり、オリジナルはトリフォン・トゥルヌソル（Tryphon Tournesol）で、トゥルヌソルはヒマワリの意。英語版ではカスバート・カルキュラス（Cuthbert Calculus）であり、カルキュラスは微積分を意味する。
モデルはスイスの世界初の成層圏飛行を成し遂げ、一時期ブリュッセル自由大学の教授でもあったオーギュスト・ピカール。

### 悪役
ロベルト・ラスタポプロス（Roberto Rastapopoulos）
声 - 青森伸 / 坂東尚樹（劇場版『呪われた湖の謎』）
実業家。国際的犯罪組織のボス。タンタンシリーズの敵役。
禿げ頭に大きな鼻、片眼鏡を掛けた尊大な中年男性。表の顔は映画ビジネス会社の社長や船舶王など、数々の肩書きを持つが、裏社会において国際的犯罪組織や犯罪シンジケートを率いる極悪人。『ファラオの葉巻』にて初登場し、以降も数々の事件に関与して長くタンタンと暗闘する。なお、『紅海のサメ』ではゴルゴンゾラと名乗っている。
『ファラオの葉巻』の冒頭で映画会社の社長として登場する。同巻で起こる一連の麻薬密輸事件の黒幕であったが、作中ではその正体は明かされず、続く『青い蓮』で正体が判明する。以降、シリーズ中に奴隷商人や武器商人など様々な犯罪の黒幕として登場するようになる。毎回、最後は事件の真相を暴いたタンタンに組織や闇ビジネスを潰され追い込まれるものの、例えば『紅海のサメ』では沈むモーターボートから小型潜水艇によって脱出するなどして逮捕を免れ、新たな大掛かりな悪事の黒幕として再び現れる。ただし、最後の登場作となる『シドニー行き714便』では、もはや資金がないために大富豪の乗った飛行機をハイジャックするというほどに落ちぶれており、また同作の終盤でUFOにどこかへ連れ去られる。
本来の初登場作は1934年の『ファラオの葉巻』であるが、1946年に『タンタン アメリカへ』のカラー版が出版されるにあたって一部改変され、端役として登場している。

アラン・トンプソン（Allan Thompson）
声 - 小島敏彦
船乗りの犯罪者。ラスタポプロスの部下。
ラスタポプロスの忠実な部下として様々な犯罪に加担し、現場の指揮・実行役となる男。シリーズを通してタンタン達と幾度となく対決する。本来の初登場作である『金のはさみのカニ』ではハドック船長の部下として登場し、同作での麻薬密売事件を仕切る。なお、後の改変によって登場や設定が変わったキャラクターである（後述）。
『ファラオの葉巻』で初登場し、ラスタポプロスの部下として海上での麻薬密輸を担う。その後、ラスタポプロスが登場しない『金のはさみのカニ』で再登場し、アラブの悪徳商人サラードによる同様の国際的な麻薬密輸事件に関与している。特にこの時は上司にあたるハドックを酒漬けにし、彼の船を使って麻薬密輸を行なっていた。その後『紅海のサメ』ではゴルゴンゾラ（ラスタポプロス）の部下としてタンタンやハドックを爆殺しようと企む。ラスタポプロスが登場する最後の作品である『シドニー行き714便』にも登場するが、終盤では現地民らに捕まり、リンチされる。
本来の初登場作はラスタポプロスが登場しない『金のはさみのカニ』であり、ラスタポプロスの部下となるのはそれ以降の設定である。またそれ以前の作品である『ファラオの葉巻』に登場しているのは、1955年のカラー版発行時の改変である。
ドクター・ミュラー（docteur Müller） / ムル・パシャ
声 - 桑原たけし
精神科医。『黒い島のひみつ』『燃える水の国』『紅海のサメ』に登場。
精神科医らしい小ざっぱりとした紳士的なドイツ人の中年男性。イギリス南部にて精神病院を営むが、その実態はスコットランドにある「黒島」を本部とする国際的な偽札組織のメンバー。最終的に偽札組織はタンタンの活躍によって壊滅に追いやられ、逮捕される（『黒い島のひみつ』）。
その後、『燃える水の国』にて再登場し、中東の資源国家ケメドにて、反体制派が首長エザブの政権打倒のために起こしたガソリン爆発事件に関与する。風貌は粗野になり、言動も荒くなる。その後も『紅海のサメ』ではムル・パシャと名を変えて変わらず反体制派に与し、ケメドにやってきたタンタンの命を狙うが失敗する。
ボリス侍従長 / ヨルゲン大佐（Colonel Boris / Jorgen）
声 - 大塚明夫
シルダビアの侍従長。のちボルドリアの諜報員。『オトカル王の杖』『めざすは月』『月世界探検』に登場。
東欧の小国シルダビアで侍従長として国王に仕える中年男性。しかし、実は隣国の大国ボルドリアに内通するムットラーの陰謀の協力者であり、オトカル王の杖を巡る一連の事件に関与する。タンタンに妨害され、計画は失敗に終わるが、ボリスの去就は特に明示されない。その後、『めざすは月』にてヨルゲンと名を変えて再登場し、ボルドリアの諜報員として、シルダビアのロケット計画に絡む陰謀に加担する。月ロケットの乗っ取りと計画に加わっているタンタンへの復讐を企むも最終的には銃の暴発によって死亡する。その死体は宇宙空間に棄てられる。
作中ではボリスからヨルゲンへと名前が変わるが、これは日本語版のみであり、日本語版でもアニメ版は最初からヨルゲンである。なお、ボリスはフランス語版、ヨルゲンは英語版での名前である。
スポンツ大佐（Colonel Sponsz）
声 - 藤本譲
ボルドリアの軍人（警察庁長官）。『ビーカー教授事件』『タンタンとピカロたち』に登場。
右目に片眼鏡を付けた禿頭の中年男性。『ビーカー教授事件』における陰謀の指揮者で、ビーカーが発明した震動兵器を奪うために彼を拉致する。カスタフィオーレの大ファンであったことが仇となって、ビーカーの救出に訪れたタンタンやハドックに隙を作ることになり、最終的に計画は破綻する。
その後、『タンタンとピカロたち』で再登場し、南米の独裁国家サン・テオドロスの警察顧問に赴任している（また、当初はエスポンハと名乗る）。反政府ゲリラ「ピカロ党」の殲滅とタンタンへの復讐を企むが、最終的にはタンタンの活躍によってアルカサルによる無血革命が成功し、企みは失敗に終わる。その後、ボルドリアに強制送還される。
J.M.ドーソン（J.M.Dawson）
声 - 小山武宏
上海共同租界警視総監。『青い蓮』『紅海のサメ』に登場。
オールバックの髪型にメガネ、チョビ髭といったビジネスマン風の中年男性。初登場時は上海租界の警視総監であり、日本軍と結託して陰謀に加担していた。経緯は不明だが後に『紅海のサメ』にてラスタポプロスの武器密売組織のセールスマンとして再登場し、戦闘機の売買などに関わる（『青い蓮』時点ではラスタポプロスとの関係は不明）。

### 準レギュラー
2つ以上のエピソードに登場する人物。
チャン（Tchang）
声 - 西村明子
中国人の少年。本名は張仲仁（チャン・チョンチェン、仏：Tchang Tchong-Jen、英：Chang Chong-Chen）。初登場は『青い蓮』。
孤児の小柄な少年。孤児院にいたが嵐による洪水で川で溺れていたところをタンタンに助けられる。以降、タンタンが調査していた上海における陰謀事件に関わり、解決に貢献する。その後、同じく事件解決に貢献した中国の秘密結社「小龍会（シャロンホイ）」の代表ワン・チェンイーの養子となる。
『タンタンチベットをゆく』では乗っていた飛行機がチベットの雪山に墜落し、行方不明となる。このため、タンタンは親友チャンの捜索のためチベットに向かう。
モデルは『青い蓮』執筆時にベルギーに留学していた中国人学生で、エルジェの友人となった張充仁（チャン・チョンレン）。

ビアンカ・カスタフィオーレ（Bianca Castafiore）
声 - 此島愛子
オペラ歌手。初登場は『オトカル王の杖』で、他6話に登場する。
「白いナイチンゲール」の異名を取る世界的に有名で人気のあるソプラノ歌手。優雅でふくよかな中年女性。声量が凄いため、適切な場所で歌わないと音の振動で周りを破壊する。性格は善良だが世間離れした言動が多く、周りを戸惑わせることも多い。ハドックを気に入っているが、その名前を正しく言えたことはなく、また彼からはその歌は嵐の海で死にかけた時のことを思い出すとして避けられている。
『オトカル王の杖』で初登場し、偶然出会った初対面のタンタンを助ける。基本的には興行でたまたま出かけていた先でタンタンと出会い、意図せず彼の窮地を助けることが多い。ただし、『カスタフィオーレ夫人の宝石』は彼女がメインとなる。

アルカサル将軍（Général Alcazar）
声 - 有本欽隆
南米の独裁国家サン・テオドロスの指導者（のち革命家）。初登場は『かけた耳』で、他3話に登場する。: ステレオタイプなラテン系の独裁者である中年男性。発言は大げさで激情家だが、聡明なところもあり、本性は陰謀家。癇癪持ちで事ある毎に怒鳴り散らすが、妻のペギーには頭が上がらない。
最初は『かけた耳』にて南米サン・テオドロスの独裁者として登場する。当初はタンタンの聡明さを気に入って側近に取り立てるが猜疑心から敵国のスパイだと思い込み、処刑しようとする。その後、タピオカ将軍にクーデターを起こされ、国を放逐される。
その後は国を取り戻すために地道な活動を行い、『ななつの水晶球』ではラモン・サラーテと名乗り、ナイフ投げの芸人として糊口をしのいでいた。『紅海のサメ』では再クーデターのための戦闘機の買い付けのためヨーロッパを訪れている。そして『タンタンとピカロたち』にてタンタンの協力を得て無血革命に成功し、国家指導者に返り咲く。

ネストル（Nestor）
声 - 上田敏也
ムーランサール城の執事。初登場は『なぞのユニコーン号』。
執事然とした冷静な細身の中年男性。当初はムーランサール城の主である悪人・バード兄弟に仕えており、タンタンと敵対する。しかし、兄弟の悪事を知らず許される。その後、ムーランサール城がハドックの所有となってからは、彼に仕えることになる。

オリベイラ（Oliveira）
声 - 村松康雄
ポルトガルの雑貨商人。初登場は『ファラオの葉巻』で、他2話に登場する。
弁舌巧みに商品、時にはガラクタをも売りさばく行商人。とてつもないおしゃべりでゴシップやホラ話を好み、端役ながら後にも登場し、その話術で屋敷中の人間の注意を自分にそらすなどしてタンタンを助ける。
エザブ首長
声 - 石森達幸
ケメド国の首長（アミール家）。本名はモハメッド・ベン・カリシュ・エザブ（Mohammed Ben Kalish Ezab）。初登場は『燃える水の国』で、他2話に登場する。
非情に温和で裕福な統治者。息子のアブダラーを「かよわき子羊」「小さな砂糖菓子」などと呼んで溺愛しており、彼のためならどんな無理難題をも命令する。
石油資源で栄えたケメドを舞台とする『燃える水の国』『紅海のサメ』で登場し、いずれも国の乗っ取りを企む反政府勢力による陰謀事件に巻き込まれ、タンタンに助けられる。特に『紅海のサメ』では一時的に首都を取られ、アブダラーをムーランサール城に預ける。

アブダラー（Abdallah）
声 - 松本梨香
エザブ首長の息子。初登場は『燃える水の国』。
非常に我儘かつ悪戯好きの少年。爆竹やおもちゃのピストルで大人をからかうことが大好きだが、王子という立場やエザブ首長が甘やかすために誰からも悪戯を咎められない。そのため、一喝されるとすぐに泣き出すといった脆い面もある。
『紅海のサメ』ではケメド国の政情不安から、一時的にムーランサール城に預けられることになるが、悪戯好きな性格は変わらずハドックやネストルを翻弄する。

セラファン・ランピョン（Séraphin Lampion）
声 - 仲木隆司
保険の営業マン。初登場は『ビーカー教授事件』。
いつも能天気で明るいが、場の空気が読めず迷惑がられることが多い。モータークラブの会長やサーカス団の代表を務めることもあり、『タンタンとピカロたち』ではアルカサルの革命に大きな貢献をすることになる。

チェッ（Szut）
声 - 大滝寛
犯罪者。のち飛行機操縦士。エストニア人。初登場は『紅海のサメ』『シドニー行き714便』で登場。
右目に眼帯をした金髪の精悍な男性。名前が舌打ちの音に似ているために誤解されることがしばしばある。登場時はゴルゴンゾラことラスタポプロスの部下で、命令を受けて戦闘機モスキートでタンタンらの命を狙ったが、反撃を受けて墜落する。その後、タンタンらに救出されて以降行動を共にし、改心して事件解決に貢献する。この活躍で逮捕も免れる。その後『シドニー行き714便』で再登場し、大富豪ラズロ・カレイダスの専用ジェット機のパイロットを務める。
アニメ版では「ビオトル・チェッ」というフルネームで登場している。

## 登場する架空国家
以下ではシリーズに複数登場する架空の国家・地名について説明する。
サン・テオドロス（San Theodoros）
南米にある独裁国家。モデルはボリビアとされる。首都はラス・ドピコス。登場は『かけた耳』『タンタンとピカロたち』。
アルカサル将軍とタピオカ将軍が政権争いを続けている世情不安な国。原住民として密林にアルンバヤ族などが住まう。『かけた耳』時点ではアルカサルが大統領として統治を行なっていたが、その後、『ななつの水晶玉』までにタピオカがクーデターを成功させ、大統領になっている。その後は『紅海のサメ』などでアルカサルが政権奪還を狙っていることなどが明かされ、最終的に『タンタンとピカロたち』にて、アルカサルが無血革命で大統領に返り咲く。
直接舞台となるのは『かけた耳』『タンタンとピカロたち』の2作のみだが、上記の通り、名前はしばしば登場する。

シルダビア（Syldavia）
東欧にある君主国家。モデルはバルカン半島やルーマニアとされる。首都はクロウ。登場は『オトカル王の杖』『めざすは月』『月世界探険』『ビーカー教授事件』『紅海のサメ』『タンタンとピカロたち』。
13世紀にボルドリアより独立する形で成立した歴史ある国。特に14世紀半ばに国の礎を築いたオトカル4世が信奉され、彼にちなむ王笏「オトカル王の杖」を王権の象徴としている。ボルドリアとは現代に至るまで干渉を受けるが、これを跳ね除けて独立を維持してきた。作中における君主はムスカル12世。
『オトカル王の杖』において隣国ボルドリアの陰謀からタンタンに救われたことで彼に最高勲章を与え、以降、タンタンに友好的な国としてしばしば登場するようになる。

ボルドリア（Borduria）
東欧にある国家。モデルは主にナチス・ドイツ。首都はショホド。登場は『オトカル王の杖』『めざすは月』『月世界探険』『ビーカー教授事件』『タンタンとピカロたち』。
シルダビアと隣接する歴史ある大国。古くよりシルダビアの土地を狙って係争を続けており、現代でも方針は変わらない。ボルドリア国内が舞台となるのは『ビーカー教授事件』のみであるが、シルダビア絡みのエピソードでは頻繁にその名前や工作員が登場し、物語の黒幕となる。

ケメド（Khemed）
中東にある首長制国家。モデルは主にサウジアラビア。首都はワデスダー。登場は『燃える水の国』『紅海のサメ』。
石油を産出する砂漠の国であり、ベルギーを主要な取引先としている。アミール家が治めており、作中における首長はベン・カリシュ・エザブ。反政府勢力や、それと手を結ぶ豊富な地下資源を狙う外国勢力の暗躍があり、ケメドが舞台となるエピソードのテーマとなる。『紅海のサメ』では一時的に政権を奪取されるも、タンタンの活躍でエザブが奪還する。

## ゆかりの場所
シュヴェルニー城
ハドック船長が「レッド・ラッカムの宝」で手に入れ、その後の住まいになったムーランサール城は、フランスのロワール＝エ＝シェール県にあるシュヴェルニー城（Cheverny）がモデルになっている。シュヴェルニー城にはタンタンの常設展があり、本の中に出てくるサメの形の潜水艦（サメマリン号）があったり、作中の色々な場面が様々な部屋で再現されたりしている。
ストッケル駅
ブリュッセル地下鉄ストッケル駅の構内の壁一面に、タンタンの登場人物たちの絵が描かれている（画像）。
ベルギー漫画センター
ブリュッセルにあるベルギー漫画センター（Centre Belge de la Bande Dessinée）にはタンタンとスノーウィの銅像がある。

### カフェ＆レストラン
公式なものではないものの、タンタンをモチーフにしたり、あるいはグッズや絵本、メニューなどに出てくるカフェ、ダイニング、バーなどが世界各地にある。
petite abeille
ニューヨークにあるダイニング・カフェ。タンタンの壁画や本のあるベルギーカフェがあり、世界中からタンタン・ファンが集まる。所在地：134 W.Broadway New York, NY 10013-3328

### タンタン・ショップ

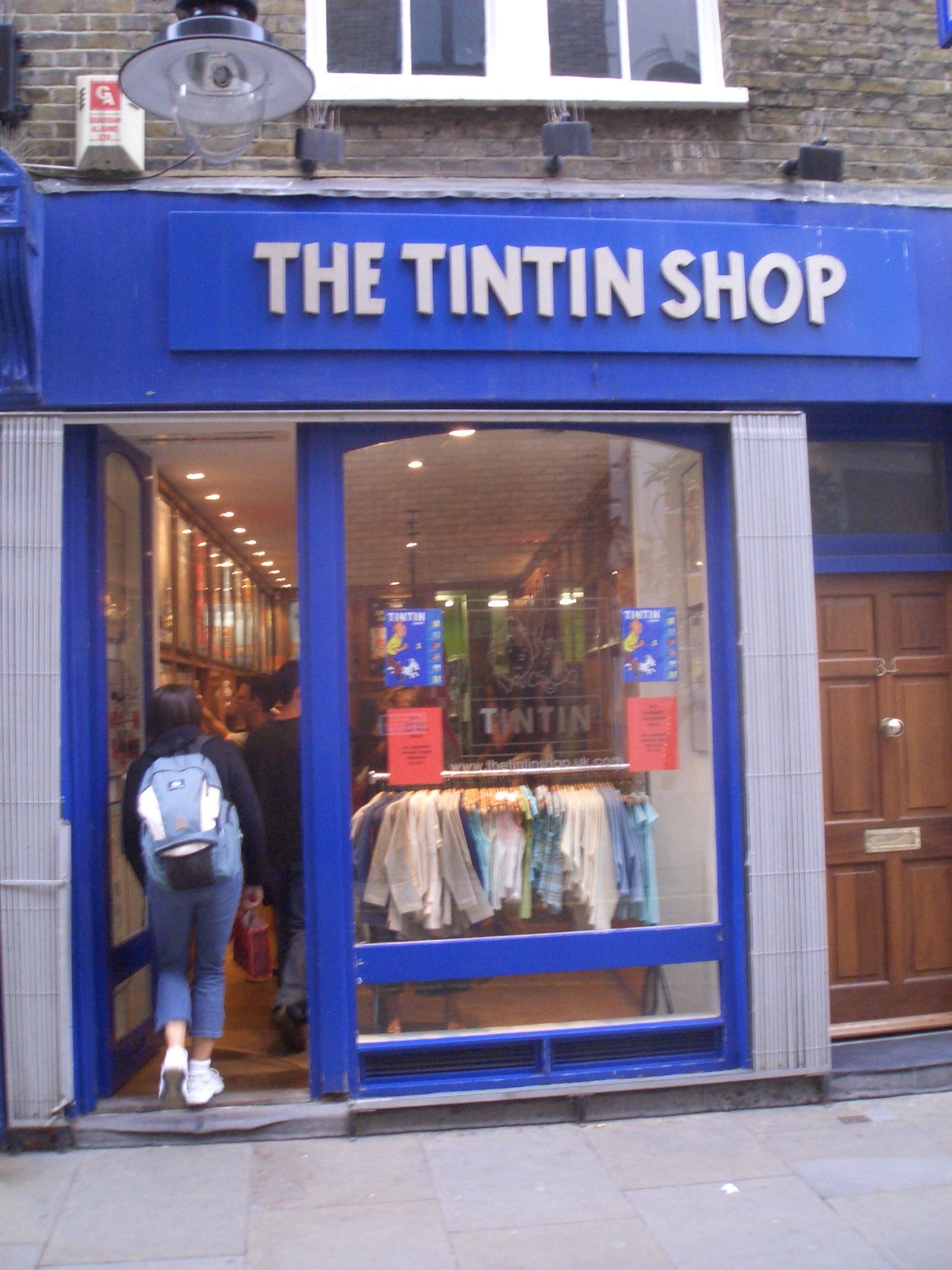
イギリス・ロンドン・コヴェントガーデンのタンタンショップ

日本の「タンタンの冒険」関連グッズ専門店は、2020年1月に京都店が閉店したため、2020年2月現在は東京都渋谷区と群馬県前橋市にのみ存在する。

## 映像化作品

### 1940年代
2009年現在、タンタン最初の映像化作品として確認されているのは1946年から1947年にかけてベルギーのマペット作家であるクロード・ミソンヌ（Claude Misonne）による人形劇映画が最古とされている。3本製作された人形劇のうちの1編の「金のはさみのカニ」（The Crab with the Golden Claws）は、2005年にブリュッセルで開催されたタンタン・フェスティバルで記念上映された。動画HP

### 1950年代から1970年代
ブリュッセルのアニメーションスタジオであるベルヴィジョン・スタジオは、1955年頃にモノクロ版で『かけた耳』と『オトカル王の杖』の2本のアニメーション・フィルムを製作しているが、現時点で現存しているかどうかは不明。
その後1958年から1963年に掛けて、ベルヴィジョンはフランスのTele-Hachetteと組み、人気の高い原作を元にした5分間のカラーのテレビアニメ「Les Aventures de Tintin, d'après Hergé」（Hergé's Adventures of Tintin）を製作している。原作となったエピソードは以下の通り。
- 『黒い島のひみつ』
- 『ふしぎな流れ星』
- 『金のはさみのカニ』
- 『なぞのユニコーン号』と『レッド・ラッカムの宝』
- 『ビーカー教授事件』
- 『めざすは月』と『月世界探検』

なお1964年には、TVシリーズの『ビーカー教授事件』を約1時間に編集したアニメも制作されたという。
同じく1964年には日本のフジテレビ系で放映された。アメリカから輸入されたため、タイトルはTINTINを英語発音した「チンチンの冒険」となっており、またレイ・グーセンス監督によるTVシリーズなのか、それ以前の50年代半ばに作られたミニ・シリーズの編集版なのかは現在のところ不明とされている。
1969年にはタンタンの長編アニメーション映画『Tintin et le temple du Soleil（カートゥーン ネットワーク放映タイトル：ななつの水晶球と太陽の神殿）』と1972年に『Tintin et le lac aux requins』（Tintin and the Lake of Sharks、カートゥーン ネットワーク放映タイトル：呪われた湖の謎）) の劇場版アニメが制作された。

### 1990年代
19年後の1991年から1992年にかけて、カナダのアニメーション製作会社のネルバナとフランスのEllipseによりカナダ・フランス合作のテレビアニメ「Les Aventures de Tintin」（The Adventures of Tintin、邦題：『タンタンの冒険』）が制作された。「ソビエト」「コンゴ」「アルファアート」以外のエピソードがアニメ化されている。1998年にはNHK衛星第2テレビにて水曜18:00から放送され、VHSカセットは1997年7月22日にアスミックからよりぬき方式にて発売。2003年夏頃にスーパーチャンネルで「タンタンの冒険 夏休みスペシャル」を放送したことがある。カートゥーン ネットワークでは2010年から、4:3映像（SD）であるオリジナル映像に対して上下カット処理をして16:9サイズ化し、さらに画素変換（約34万画素→約210万画素）アップコンバートを施す事でHD映像化されたHDリマスター版が放送され、それを収録したDVDが2011年11月4日にTCエンタテインメントから発売。現在日本国内で一般的に知られているタンタンのアニメ作品となっている。

### 21世紀
2007年5月14日、スティーヴン・スピルバーグ監督率いるドリームワークスが『タンタンの冒険』をモーションキャプチャを用いたフルデジタル3Dアニメーションで映画化することを発表した。これは企画段階でアニメを実写化することには限界があると監督自身が考えた上でCGで描く事となった。スピルバーグは第1作「なぞのユニコーン号」を2011年に公開することを目標に、タンタンの3部作をピーター・ジャクソンと共同で2009年1月から撮影を開始した。ジェイミー・ベルがタンタンを、アンディ・サーキスがハドック船長を、ダニエル・クレイグが敵役である海賊レッド・ラッカム役の声で出演する。音楽はジョン・ウィリアムズに決定した。

### 実写版
1960年と1964年にはオリジナル・ストーリーの実写版映画も2本製作されている。
- タンタンとトワゾンドール号の神秘（Tintin et le mystère de la Toison d'or）、動画
- タンタンと水色のオレンジ（Tintin et les oranges bleues）、動画

この2作ではジャン・ピエール・タルボがタンタンを演じている。

### 中国での出版差し止め
2001年に「タンタンチベットをゆく」の中国語版が「タンタン中国のチベットをゆく」と題名を著作権者に無断で変えられたため、出版が一時停止された。

## 関連書籍
著者：マイクル・ファー・翻訳：小野耕世による『タンタンの冒険 その夢と現実』（原題『TINTIN The Complete Companion』）が、2002年に刊行された。マイクルによる全24作品の解説本で、当時日本語版が未発売だった「ソビエト」「ピカロたち」「アルファアート」などについても詳細に踏み込んでいる。
- 『タンタンの冒険 その夢と現実』2002年3月1日発行、ISBN 4-9901097-0-8